# D·F·蘭杜
大衛·福瓊·「塔菲」·蘭杜，JP[?]（1905年11月7日—1970年12月15日），英國及香港商人和政治家，1945年至1951年任怡和洋行主席兼董事總經理，期間於1946年至1951年和1946年至1950年分別兼任香港行政局非官守議員和立法局首席非官守議員，返回英國後他在1955年至1965年任蘇格蘭皇家銀行主席。
蘭杜與怡和洋行關係密切，其父親大衛·蘭杜也曾任怡和洋行主席兼董事總經理，家族也屬於洋行創辦人威廉·渣甸的遠房後人。蘭杜擔任怡和主席的時候，正值二戰結束後百廢待興之時，可是鑑於中國大陸風雲色變，迫使怡和無法像戰前維持在中國大陸的龐大業務。此外，他於1947年參與創立香港航空，銳意拓展民航業務，但同樣因為地區局勢不明朗的因素而遇上挫折。
在香港擔任兩局議員期間，蘭杜多番批評港府施政，並特別反對港府在戰後重新開徵入息稅的建議，惟建議仍舊於1947年落實。此外，他任內於1949年主動在立法局動議辯論「楊慕琦計劃」，但他與該局其他非官守議員都認為直接改革立法局，比起港府方案中提出設立香港市議會的建議來得更為實際。然而，考慮到政局不穩和香港市民反應冷淡等因素，英政府最終於1952年宣佈不會對香港展開大規模的民主改革。

## 生平

### 早年生涯
蘭杜原籍英國蘇格蘭鄧弗里斯（Dumfries）多爾斯溫頓（Dalswinton），1905年11月7日生於中國上海租界的英資怡和洋行大樓，由父親大衛·蘭杜（David Landale，1868年－1935年）與母親米爾德麗德·蘇菲亞·福瓊（Mildred Sophia Fortune，1880年－1965年）所生。他有胞姊、胞妹和胞弟各一名，分別是瑪嘉烈·溫妮佛雷德·蘭杜（Margaret Winifred Landale，1903年－1989年）、韋羅妮卡·格麗澤爾·金洛克·蘭杜（Veronica Grizel Kinloch Landale，1911年－1985年）和彼得·韋爾伍德·福瓊·蘭杜（Peter Wellwood Fortune Landale，1915年－1941年）。他的胞弟在第二次世界大戰期間參與皇家空軍，惟1941年執行一次軍事任務期間，他所駕駛的戰鬥機飛往德國漢諾威，途中於北海海域失事墜毀，他在意外發生後下落不明。
蘭杜一家與經營遠東業務的怡和洋行關係密切，他的父親大衛·蘭杜是由大衛·蘭杜牧師（Rev David Landale）與瑪嘉烈·海倫·哈塞爾斯·渣甸（Margaret Helen Hassels Jardine）所生，而瑪嘉烈即為第七代從男爵威廉·渣甸爵士（Sir William Jardine）的女兒。威廉·渣甸爵士屬於渣甸家族位於艾普吉爾特（Applegirth）的分支，也是怡和洋行創辦人威廉·渣甸的遠親。蘭杜的父親也在怡和洋行任職多年，曾任怡和洋行主席兼董事總經理，並於上海和香港兩地分別擔任過上海公共租界工部局總董和香港行政立法兩局非官守議員，位於香港灣仔的蘭杜街即以他命名。
蘭杜的暱稱是「塔菲」（"Taffy"），他少時返回英國過寄宿生活，首先就讀於傳統名校伊頓公學，畢業後升讀牛津大學貝利奧爾學院。他在學期間熱衷於體育運動，曾參加伊頓公學的木球隊，也擔任過牛津大學的大學欖球隊隊長。

### 遠東發展
大學畢業後，蘭杜曾在倫敦工作，其後前往遠東，跟隨父親加入怡和洋行，任職於上海和香港兩地，最初在出納部由低做起，拾級而上，他到1936年正式加入怡和洋行董事局，一直到1970年逝世為止，另外又出任印華輪船公司等怡和多家附屬公司的董事職務。1937年，他還獲香港政府委任為非官守太平紳士。不過，鑑於當時正值中日戰爭，遠東戰雲密佈，對怡和的業務構成不明朗因素。1939年第二次世界大戰爆發後，蘭杜加入香港後備防衛隊，到1940年轉投皇家志願後備海軍，主要在HMS伊利沙伯女皇號服役。1943年，他以海軍上尉軍階離開皇家志願後備海軍，接受英政府委任為戰時運輸部長中東代表，負責協調軍方在中東地區的運輸調配，到1945年二戰結束後卸任。同年，他返回香港，並獲邀短暫地榮任香港義勇防衛軍空軍部首任名譽空軍准將。
蘭杜返回香港後於1945接替J·J·百德新出任怡和洋行主席兼董事總經理，設法重整怡和在香港、中國和日本等地的業務，另外又任香港總商會會員和香港電燈公司等多家公司的董事。然而，中國大陸時值第二次國共內戰，局勢相當動盪，怡和位於廣州的分行更在1948年因為一場反英騷亂遭放火焚燬。未幾，共產黨在1949年上台執政，中華人民共和國正式成立，當時怡和除了在上海設有中國總部外，漢口、福州、青島、天津、廣州和汕頭也設有分行，僱員達二萬人，在華資產總值3,000萬英鎊。可是，怡和此後在中國大陸的業務卻是急轉直下，特別是1950年韓戰爆發後，中共與西方交惡，蘭杜唯有把總部設於上海的怡和機器搬到香港。他卸任怡和主席後，中共發起「土改」和「三反五反」等一系列社會運動，怡和被迫於1955年正式全線撤出中國大陸，蒙受重大損失。
雖然大陸業務急速萎縮，但蘭杜在怡和主席任內仍然積極在香港尋找新的商機。在1947年，怡和與英國海外航空（BOAC）達成協議成立香港航空，銳意拓展香港的民航業務。香港航空是BOAC的附屬公司，但以蘭杜出任董事局主席，與當時另一家由太古洋行控制的國泰航空爭一日之長短。1949年，BOAC與怡和進一步達成協議，把香港航空正式售予怡和，由蘭杜留任董事局主席。不過，與怡和的其他業務一樣，由於中國大陸主權易幟，再加上韓戰爆發，香港航空主要經營的多條大陸和韓國航線被迫停辦或暫停運作，對業務造成一大打擊，香港航空多年後唯有於1958年售予對手國泰航空。

### 公職生涯
在香港從事商業業務以外，蘭杜也在1946年至1951年獲港府奉委行政局非官守議員，以及於1946年至1950年任立法局首席非官守議員，是香港重光後殖民地民事政府於1946年5月恢復運作時，首批獲得委任的行政立法兩局議員之一。在兩局供職期間，蘭杜多番公開批評港府施政，他曾經在立法局內不滿港府公佈的《財政預算案》帳目不清，多項預算未有清楚列出；另外又認為港府與倫敦之間存在溝通問題，導致施政效率低下。1947年，港府因應戰後大量難民從中國大陸湧入，提出簽發鄉郊建屋地段地契時，規定發展商要擴大建築物的規模至一定程度，但蘭杜對政策予以反對，除了認為政策對建築商不公之餘，又指建築商將因此被迫負擔更高昂的建築成本。
此外，蘭杜曾經多次反對港府開徵入息稅的計劃，早於二戰期間，港府提出開徵入息稅以支援英國在歐洲的戰事和香港的防務工作，當時蘭杜在1939年10月至1940年2月獲港府委任為戰時收益委員會（War Revenue Committee）委員，負責就開徵稅項一事提供意見，結果他與其他委員透過委員會發表的報告書對建議提出重大保留。幾經商界和港府的討價還價，最終港府在1940年4月落實開徵入息稅，但承諾稅項只作為維持戰時收益的臨時手段，大戰結束後將廢除稅項。雖然港府在重光後的確廢除了入息稅，但卻旋於1947年提出重新開徵，引起蘭杜在內等多位立法局非官守議員的反對。蘭杜曾建議港府把方案暫緩一年到1948年，作詳細檢討後才決定是否推行，惟未為港府接納。最終重新開徵入息稅的條例在1947年5月獲立法局三讀通過，但罕有地被周埈年、周錫年和廖亞利孖打三名非官守議員投下反對票以示不滿；儘管蘭杜不同意政府的方案，但仍投下了贊成票。
蘭杜在兩局供職期間也參與了「楊慕琦計劃」的辯論。該計劃由香港總督楊慕琦爵士在1946年提出，當中建議設立香港市議會以加強香港政制的民主成份。不過，由於計劃推出後各方意見紛紜，所以過了兩年多也沒有進展。1949年3月，蘭杜在立法局動議辯論「楊慕琦方案」，他批評港府拖延政改，並以《愛麗絲夢遊仙境》作比喻，形容港府像故事中的「睡鼠」一樣，只有被「瘋帽子」倒茶到鼻上時才會稍稍醒來說一會故事。雖然如此，他沒有表態支持「楊慕琦計劃」，反而認為改革立法局比設立市議會來得更為實際。同年6月，立法局另一非官守議員羅文錦提出改革立法局的方案，建議一方面增加局內非官守議員議席，另方面開始讓部份非官守議席由選舉產生，結果局內非官守議員一致表態反對「楊慕琦計劃」，並對羅文錦的方案予以支持。然而，由於當時中國大陸政局不穩，再加上繼任港督葛量洪爵士和英政府發現普遍香港市民對政改異常冷淡，同時又擔心有關改革會使香港政局捲入國共衝突的政治紛擾之中，所以經過再三檢討後，英政府在1952年10月於國會正式宣佈不會對香港展開大規模的政治改革，只決定增加市政局的民選議席。

### 晚年生涯
在香港生活多年的蘭杜在1950年辭任立法局首席非官守議員，翌年卸任怡和洋行主席和香港航空主席等商界職務，同時又退出行政局，選擇返回英國定居，但繼續保留怡和董事的身份。在英國，憑藉其在遠東多年來累積的商業背景，他身兼多家私人公司的董事職務，當中包括在1952年加入蘇格蘭皇家銀行董事局，未幾又出任副主席，其後更於1955年至1965年出任主席一職。在蘇格蘭皇家銀行主席任內，他還於1955年起出任北方保險公司（The Northern Assurance Co. Ltd）、格林及米爾斯公司（Glyn, Mills & Co.）和威廉斯迪肯銀行（William Deacon's Bank Ltd.）等多家與該銀行有密切聯繫的公司之董事職務。在1952年至1970年間，他也長年擔任英國投資信託公司董事。
蘭杜在英國定居於蘇格蘭家鄉鄧弗里斯多爾斯溫頓，但仍不時往返倫敦處理商業業務。晚年的他把興趣投放於家鄉的農牧和林務，並且於1967年至1970年接受英政府委任為醫生及牙醫薪酬檢討委員會委員。1970年12月15日，蘭杜在倫敦因急病去世，終年65歲。他逝世後，後人在其家鄉多爾斯溫頓郊區，為他佇立了一座石碑，以作紀念。

## 個人生活

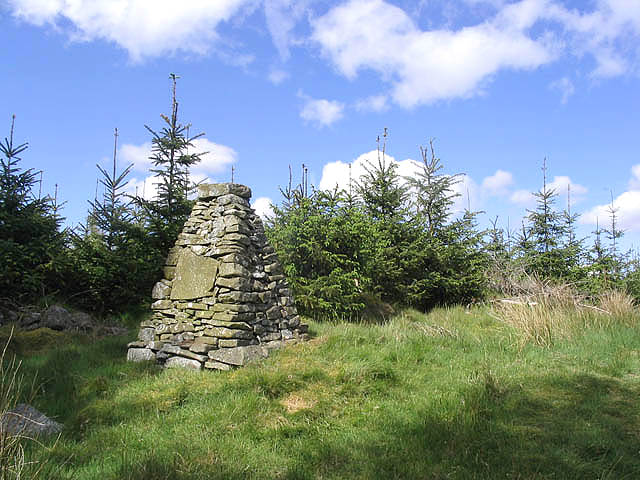
蘭杜身後，其後人在家鄉多爾斯溫頓郊區佇立了一座石碑，以作紀念

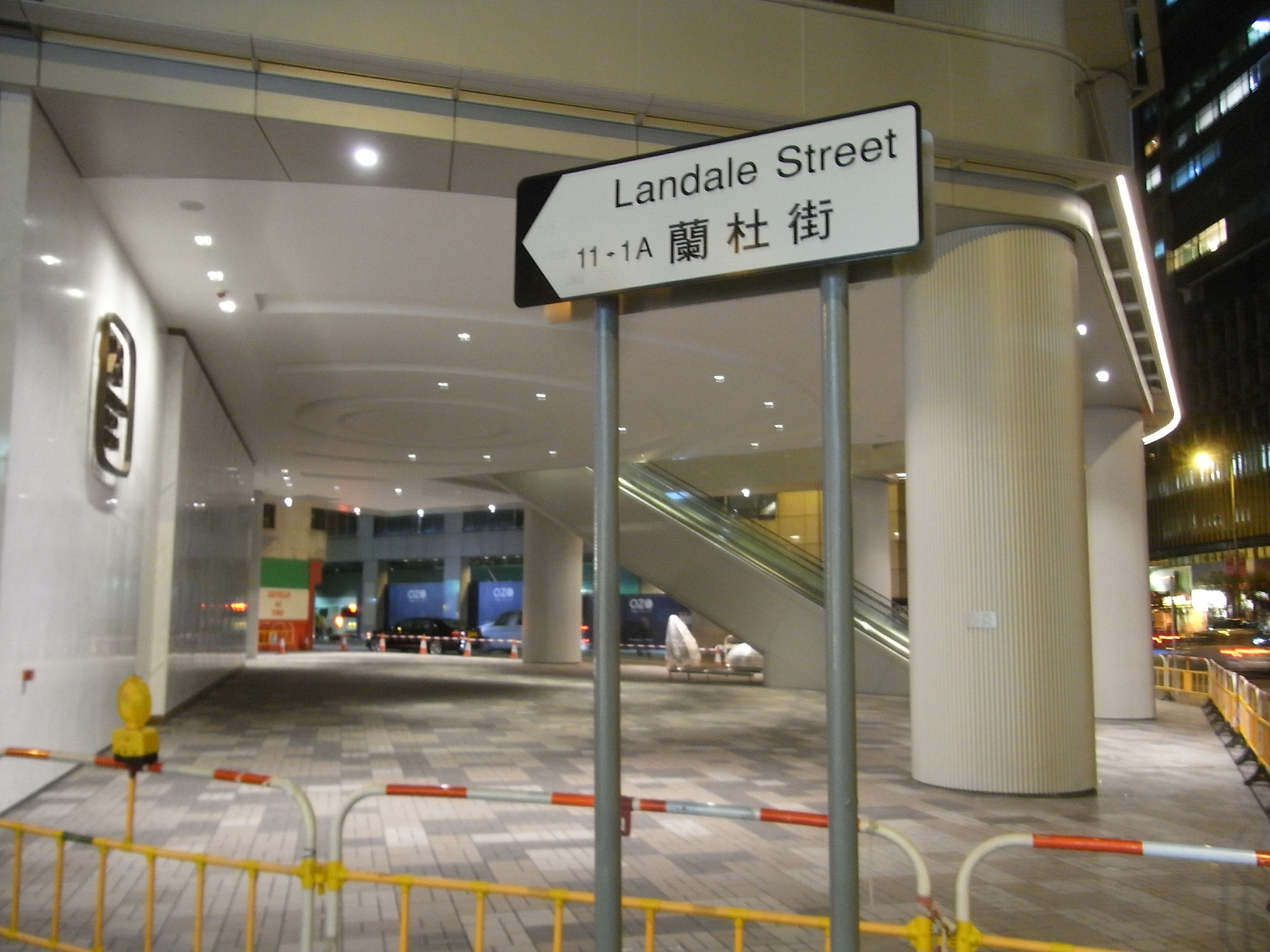
位於香港灣仔的蘭杜街以蘭杜的父親命名

蘭杜在1929年12月7日於英國倫敦迎娶路易莎·瑪麗·多蘿西·夏洛特·福布斯（Louisa Mary Dorothy Charlotte Forbes，1904年－1956年）為妻。路易莎原籍福爾柯克卡倫德府（Callendar House），是查爾斯·威廉·福布斯（Charles William Forbes）之幼女。蘭杜與路易莎共育有一子三女，分別是：
1. 珍妮特·史都華·蘭杜（Janet Stewart Landale，1930年8月30日－2010年1月1日）
2. 大衛·威廉·尼爾·蘭杜爵士（Sir David William Neil Landale，1934年5月27日－2016年3月25日），1967年至1975年跟隨父親加入怡和洋行董事局。
3. 琳達·路易莎·蘭杜（Linda Louisa Landale，1937年11月2日－）
4. 柯爾斯廷·福布斯·蘭杜（Kirsteen Forbes Landale，1944年5月28日－）

蘭杜的首任妻子路易莎曾於1948年至1951年擔任香港女童軍總會總監。她在1956年逝世後，蘭杜於1957年在倫敦再娶K·倫德（K. Lund）之遺孀碧翠絲·海倫·本森·倫德（Beatrice Helen Bengson Lund）為第二任妻子。另外，蘭杜生前身兼皇家弓箭手連轄下女皇近衛團成員，也是倫敦布德爾會（Boodle's）及布拉特會（Pratt's）、以及愛丁堡新會所（New club）等多家紳士會所的會員。蘭杜在香港擁有一部在1946年建造的雙桅小帆船，名叫「Jadalinkir」，以他四名子女的英文名「Janet」、「David」、「Linda」和「Kirsteen」合併而成。

## 榮譽
- 以下列出榮譽全稱及縮寫：^ 
  - 非官守太平紳士（J.P.） （1937年[15]）

## 注腳
1. ↑  "Births" (11 November 1905)
2. 1 2 3 4 5 6 7 8 9 10 11 12 13 14 15  "LANDALE, David Fortune" (1996)
3. 1 2 3  "David Landale" (retrieved on 18 April 2014)
4. 1 2 3  "Obituary: Mr. David Landale Passes in London" (8 September 1935)
5. 1 2 3  "Mildred Margaret Sophia Fortune" (retrieved on 18 April 2014)
6. ↑  "Whitley P4953" (retrieved on 18 April 2014)
7. 1 2  Keswick (1982), pp.254-255.
8. ↑  〈道路及鐵路－道路名稱(五)英官員命名道路〉（造訪於2014年4月18日）
9. ↑  Keswick (1982), p.46.
10. 1 2 3  British Medical Journal (15 April 1967), p.188.
11. 1 2  "Personality Parade No 5 - Ruler of the Princely Hong" (3 April 1950)
12. ↑  Bosanquet (1983), p.17.
13. 1 2  Keswick (1982), pp.264-265.
14. ↑  "Wingsang Launched at the Kowloon Docks" (3 June 1938)
15. 1 2  "No. 375" (28 May 1937)
16. 1 2 3  馮邦彥（1996年）
17. 1 2 3 4 5  The Bankers' Who's who (1964), p.253.
18. ↑  "No. 760" (4 July 1940)
19. ↑  "Hon. Air Commodores" (retrieved on 18 April 2014)
20. ↑  Coates (1977), p.180.
21. 1 2 3 4  Keswick (1982), pp.260-261.
22. 1 2 3  Flight International (1949), p.713.
23. ↑  B.O.A.C. Review (1946), p.219.
24. 1 2  吳詹仕、何耀生（2007年），頁36。
25. ↑  The Aeroplane (1950), p.612.
26. ↑  "Unofficials' Budget Criticism" (28 March 1947)
27. ↑  "Council Debate on the Budget" (31 March 1948)
28. ↑  Webb (7 October 2010)
29. 1 2  Report of the War Revenue Committee (February 1940)
30. ↑  Evans, Freedman and Krever (2011), p.203.
31. 1 2 3  "Inland Revenue Bill Goes Through" (2 May 1947)
32. 1 2 3 4 5 6  劉潤和（2002年），頁87至90。
33. 1 2 3  蔡思行（2013年5月），頁24至25。
34. ↑  The Economist (1955), p.761.
35. ↑  The Economist (29 May 1971), p.11.
36. ↑  Baxter (14 May 2007)
37. 1 2  "Landale" (retrieved on 18 April 2014)
38. ↑  "Dean, Janet Stewart, formerly Robson, (nee Landale)" (retrieved on 10 April 2016)
39. ↑  "Landale, Sir David KCVO" (retrieved on 10 April 2016)
40. ↑  Mallet (7 December 2007)

### 英文資料
- "Births", The Hong Kong Telegraph, 11 November 1905, p.4.
- "Obituary: Mr. David Landale Passes in London", Hong Kong Sunday Herald, 8 September 1935, p.18.
- "No. 375", Hong Kong Government Gazette, 28 May 1937.
- "Wingsang Launched at the Kowloon Docks", Hong Kong Daily Press, 3 June 1938, p.7.
- Report of the War Revenue Committee[永久]. Hong Kong: Hong Kong Government, February 1940.
- "No. 760", Hong Kong Government Gazette, 4 July 1940.
- B.O.A.C. Review. BOAC Public Relations Department, 1946.
- "Unofficials' Budget Criticism", The China Mail, 28 March 1947, p.1.
- "Inland Revenue Bill Goes Through", The China Mail, 2 May 1947, p.1.
- "Council Debate on the Budget", The China Mail, 31 March 1948, p.1.
- Flight International Vol. 56. IPC Transport Press Limited, 1949.
- The Aeroplane Vol. 79. Temple Press, 1950.
- "Personality Parade No 5 - Ruler of the Princely Hong", The China Mail, 3 April 1950, p.2.
- The Economist Vol. 174. Economist Newspaper Limited, 1955.
- The Bankers' Who's who. Indian Business Publications., 1964.
- British Medical Journal Volume 2(5545). London: British Medical Association, 15 April 1967.
- The Economist. Economist Newspaper Limited, 29 May 1971.
- Coates, Austin, A mountain of light: the story of the Hongkong Electric Company. Heinemann, 1977.
- Keswick, Maggie, The Thistle and The Jade: a celebration of 150 years of Jardine, Matheson & Co.. London: Octopus Books, 1982. ISBN 978-0-70641-796-8
- Bosanquet, David, Escape Through China. London: R. Hale, 1983. ISBN 978-0-70901-288-7
- "LANDALE, David Fortune", Who was Who. London: A & C Black, 1996.
- Baxter, Walter, "NX9486: Memorial cairn in Dalswinton Wood near to Dalswinton, Dumfries And Galloway, Great Britain（页面存档备份，存于）", geograph.org, 14 May 2007.
- Mallet, Victor, "I name this boat ... after a giant Amazon fish（页面存档备份，存于）", Financial Times, 7 December 2007.
- Webb, David, "Hong Kong Land Lease Reform, Part 1（页面存档备份，存于）", Webb-site Reports, 7 October 2010.
- Edited by Evans, C., Freedman, J., and, Krever, R., The Delicate Balance: Tax, Discretion and the Rule of Law（页面存档备份，存于）. The Netherlands: IBFD, 2011. ISBN 978-9-08722-103-4
- "David Landale（页面存档备份，存于）", Cricket Archive, retrieved on 18 April 2014.
- "Whitley P4953Archive.today的存檔，存档日期2014-04-18", Aircraft Accidents In Yorkshire, retrieved on 18 April 2014.
- "Landale（页面存档备份，存于）", D C O'Driscoll, retrieved on 18 April 2014.
- "Hon. Air Commodores", Royal Hong Kong Auxiliary Air Force, retrieved on 18 April 2014.
- "Mildred Margaret Sophia Fortune（页面存档备份，存于）", Mundia, retrieved on 18 April 2014.
- "Dean, Janet Stewart, formerly Robson, (nee Landale)（页面存档备份，存于）", Telegraph Announcements, retrieved on 10 April 2016.
- "Landale, Sir David KCVO（页面存档备份，存于）", Telegraph Announcements, retrieved on 10 April 2016.

### 中文資料
- 馮邦彥，《香港英資財團》。香港：三聯書店，1996年。ISBN 978-9-62041-335-3
- 劉潤和，《香港市議會史：1883-1999》。香港：康樂及文化事務署，2002年。ISBN 978-9-62703-940-2
- 吳詹仕、何耀生，《從啟德出發》。香港：經濟日報出版社，2007年。ISBN 978-9-62678-456-3
- 蔡思行，《香港史一百件大事（下）》。香港：中華書局（香港）有限公司，2013年5月。ISBN 978-9-88823-636-7
- 〈道路及鐵路－道路名稱(五)英官員命名道路〉，《香港地方》，造訪於2014年4月18日。

## 外部連結
- 皇家香港輔助空軍（页面存档备份，存于）
- 怡和歷史

| 商界職務                | 商界職務                                | 商界職務                               |
| ----------------------- | --------------------------------------- | -------------------------------------- |
| 前任者： J·J·百德新     | 怡和洋行主席 1945年–1951年              | 繼任者： 約翰·凱瑟克                   |
| 前任者： 肯尼斯·默里    | 蘇格蘭皇家銀行主席 1955年–1965年        | 繼任者： 詹姆士·奧格維爾·布萊爾-坎寧安 |
| 官衔                    |                                         |                                        |
| 前任者： 香港臨時軍政府 | 香港立法局首席非官守議員 1946年-1950年  | 繼任者： 周埈年                        |
| 其他職務                |                                         |                                        |
| 前任者： 首任           | 香港義勇防衞軍空軍部名譽空軍准將 1945年 | 繼任者： S·E·菲巴                      |